# Armatocereus rauhii
Armatocereus rauhii es una especie de planta suculenta perteneciente al género Armatocereus, dentro de la familia Cactaceae. Es endémica de Perú y es la única especie del género con las flores de color rojo.

## Descripción

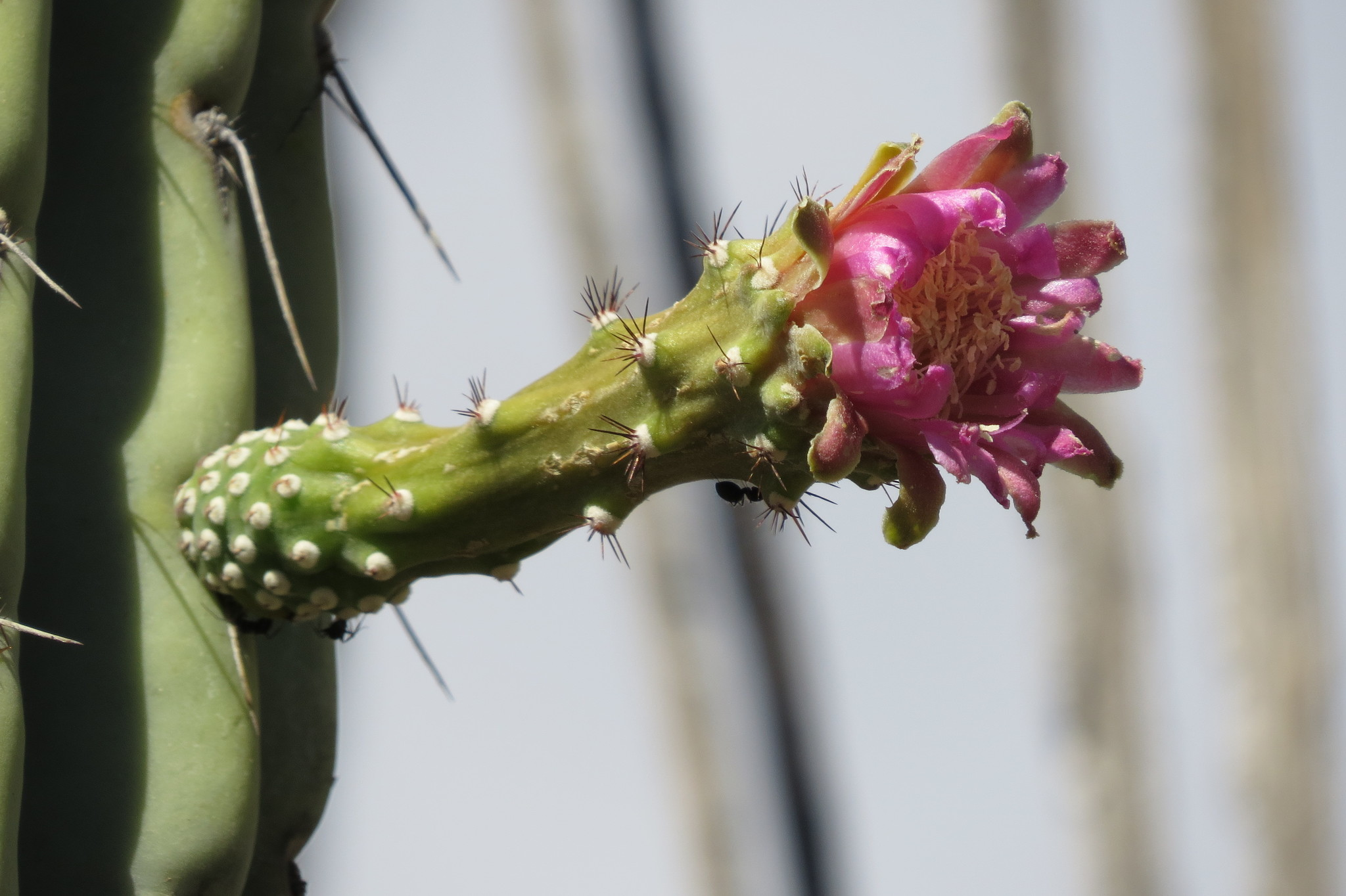
Detalle de la flor

Armatocereus rauhii es una especie de cactus que crece en forma de árbol, con tallos cilíndricos, erectos y poco ramificados, alcanzando alturas de 4 a 10 m. Generalmente forman un tronco claro bien desarrollado, de hasta 1 m de altura.
Los tallos son rígidos, de color azul a gris verdoso, divididos en segmentos llamativos de unos 30 cm de largo y 20 cm de diámetro. Presentan de 8 a 13 costillas, separadas por incisiones profundas. Las areolas son pequeñas y presentan de 1 a 3 espinas centrales (que en ocasiones pueden faltar), de color gris con la punta más oscura y de 0,6 a 3 cm de largo. También tienen de 6 a 12 espinas marginales de color blanquecino, de 1 a 3 mm de largo.
Las flores son de color rojo carmín y miden hasta 4 cm de diámetro. Los frutos son esféricos, de color verde oscuro y miden de 3 a 5 cm de largo.

## Distribución y hábitat
El área de distribución nativa de esta especie es Perú y crece principalmente en biomas desérticos o de matorrales secos. Concretamente en valles secos, laderas rocosas y matorrales en el lado occidental de los Andes, a altitudes de 500 a 1500 m sobre el nivel del mar.

## Taxonomía
Armatocereus rauhii fue descrita por el botánico alemán Curt Backeberg y publicado por primera vez en  el libro Descriptiones Cactacearum Novarum Nov. 1: 13 (1956 publ. 1957).
Etimología
- Armatocereus: nombre genérico que deriva de las palabras latinas armatus (que significa 'armado') y cereus (que significa 'velas' o 'cirios'), en referencia a la morfología de sus tallos, en forma de columnas espinosas.[5]
- rauhii: epíteto específico otorgado en honor al botánico alemán Werner Rauh.[6]

### Subespecies
Actualmente se distinguen dos subespecies:
| Imagen | Subespecie                                                 | Descripción                                        | Distribución |
| ------ | ---------------------------------------------------------- | -------------------------------------------------- | ------------ |
|        | Armatocereus rauhii subsp. balsasensis (F.Ritter) Ostolaza | Más alta, de 6 a 10 m y con las ramas gruesas.     | Perú         |
|        | Armatocereus rauhii subsp. rauhii                          | Más baja, de 4 a 6 m y con las ramas más delgadas. | Perú         |

Sinonimia
- Sinónimos de Armatocereus rauhii subsp. balsasensis:
  - Armatocereus arduus F.Ritter (1981)
  - Armatocereus balsasensis F.Ritter (1981)

- Sinónimos de Armatocereus rauhii subsp. rauhii:
  - Armatocereus rupicola F.Ritter  (1981)

## Estado de conservación
En la Lista Roja de Especies Amenazadas de la UICN, la especie está clasificada como de “Preocupación Menor (LC)”.

## Usos

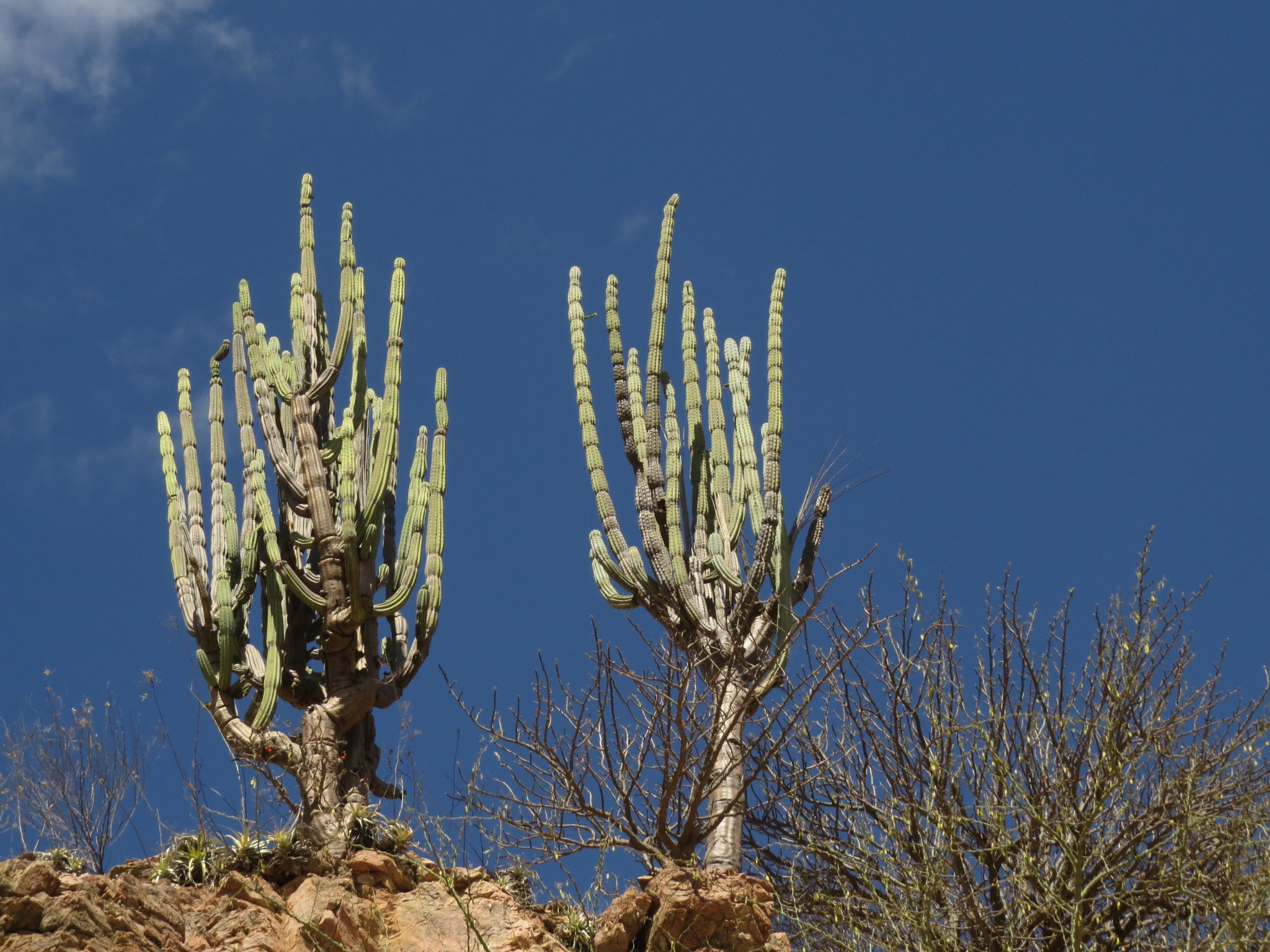
Planta en su hábitat

Armatocereus rauhii se cultiva principalmente como planta ornamental. Requiere condiciones cálidas y soleadas para desarrollarse correctamente. Nnecesita mucha luz, siendo recomendable una exposición mínima de seis horas diarias al sol directo o, en su defecto, a luz muy intensa. Tolera temperaturas elevadas, entre 21 y 38 °C durante el día, pero no soporta temperaturas inferiores a 5 °C, por lo que en regiones frías se aconseja protegerla o cultivarla en interior. 
El sustrato debe ser muy bien drenado, preferiblemente una mezcla específica para cactus con textura arenosa, y con un pH que oscile entre 6,0 y 7,0. El riego debe realizarse únicamente cuando el sustrato esté completamente seco. Durante el verano, se recomienda regar cada dos o tres semanas si la planta está en el suelo, o con una cantidad aproximada de 120 mililitros cada doce días si se encuentra en maceta. En invierno, el riego debe reducirse al mínimo, respetando su periodo de reposo.
La plantación debe hacerse manteniendo la misma profundidad que tenía en el vivero. Si se cultiva en exterior, es recomendable dejar un metro de separación entre ejemplares para garantizar una buena circulación del aire. En cuanto al abonado, durante el periodo de crecimiento activo se puede aplicar fertilizante balanceado para cactus, como NPK 10-10-10, cada cuatro a seis semanas. Es conveniente revisar la planta regularmente para eliminar espinas o tallos dañados, utilizando siempre herramientas limpias.
La propagación puede hacerse por semillas, que suelen germinar entre dos y cuatro semanas después de ser puestas en remojo, o por esquejes, los cuales deben dejarse secar uno o dos días antes de plantarlos en un sustrato seco y bien aireado. En caso de cultivo en interior, se recomienda colocar la planta a menos de 30 cm de una ventana orientada al sur (en el hemisferio norte) para asegurar una adecuada exposición a la luz. 